# Andrzej Cierniewski
Andrzej Cierniewski (ur. 29 listopada 1946 w Krotoszynie) – polski wokalista, autor tekstów i piosenek, wykonawca muzyki country.

## Dyskografia
Albumy studyjne
| Rok                        | Album                                                                       | Pozycja na liście | Certyfikat  |
| Rok                        | Album                                                                       | POL               | Certyfikat  |
| -------------------------- | --------------------------------------------------------------------------- | ----------------- | ----------- |
| 2000                       | Znasz-li ten kraj - Data: 2 grudnia 2000 - Wydawca: Pomaton EMI             | 38                |             |
| 2002                       | Albo on, albo ja - Data: 29 sierpnia 2002 - Wydawca: Universal Music Polska | 16                | złota płyta |
| 2009                       | Za tobą iść - Data: 29 czerwca 2009 - Wydawca: Universal Music Polska       | –                 |             |
| „–” album nie był notowany |                                                                             |                   |             |

Kompilacje
| Rok  | Album                                                                                     |
| ---- | ----------------------------------------------------------------------------------------- |
| 2006 | The Very Best of Andrzej Cierniewski - Data: 22 stycznia 2006 - Wydawca: Albatros Records |

Albumy świąteczne
| Rok  | Album                                                                      |
| ---- | -------------------------------------------------------------------------- |
| 2001 | Posypało śniegiem - Data: 7 grudnia 2001 - Wydawca: Universal Music Polska |
| 2010 | Pastorałki - Data: 27 listopada 2010 - Wydawca: Albatros Records           |